# مبيدات قوس قزح

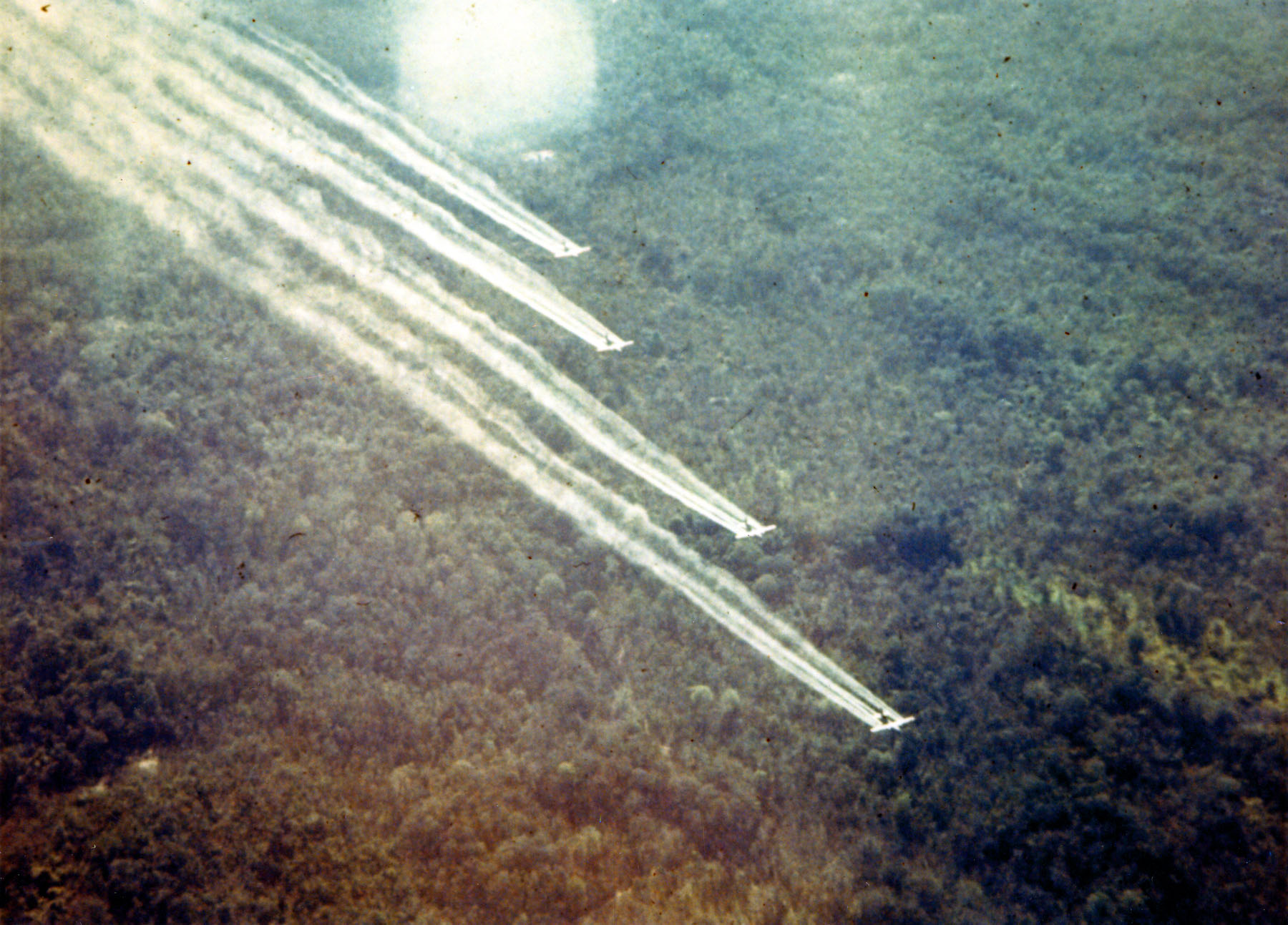

مبيدات قوس قزح هو اسم حركي أطلق على مجموعة من المبيدات الكيماوية التي استخدمتها الولايات المتحدة الأمريكية لأغراض تكتيكية إستراتيجية أثناء حرب فيتنام، مثل العامل البرتقالي وغيره.

## الأنواع
من أنواع مبيدات قوس قزح المستخدمة كل من:
- العامل الأخضر؛ وهو الإستر البوتيلي النظامي (ن-بوتيل) من حمض 5،4،2-ثلاثي كلورو فينوكسي الأسيتيك (5,4,2-T).[2]
- العامل الزهري؛ وهو مزيج من إستر نظامي وإيزوبوتيل حمض 5,4,2-T.[2]
- العامل القرمزي؛ وهو 50% 5,4,2-T وحمض 4،2-ثنائي كلورو فينوكسي الأسيتيك (4,2-D).[2]
- العامل الأزرق؛ وهو مزيج من أملاح الزرنيخات يدخل ثنائي ميثيل حمض الزرنيخيك في تركيبه.[2][3]
- العامل الأبيض؛ وهو مزيج من ملح ثلاثي إيزوبروبانولامين لحمض 4,2-D ومبيد بيكلورام.[2][3]
- العامل البرتقالي؛ وهو مزيج من إسترات بوتيلية أو إيزوأوكتيلية من حمضي 4,2-D و 5,4,2-T.[4][5][6] وقد ظهرت أنواع مطورة منه لاحقاً.[7][8]